# Paradise Ranger Station
La Paradise Ranger Station est une station de rangers américaine à Paradise, dans le comté de Pierce, dans l'État de Washington. Protégée au sein du parc national du mont Rainier, elle a été construite en 1921-1922 sur des plans du National Park Service. C'est une propriété contributrice au district historique de Paradise depuis la création de ce district historique le 13 mars 1991. Elle contribue par ailleurs au Mount Rainier National Historic Landmark District établi le 18 février 1997.